# Christian Noboa
Christian Fernando Noboa Tello (phát âm tiếng Tây Ban Nha: [ˈkɾistjan noˈβoa]; sinh ngày 9 tháng 4 năm 1985) là một cầu thủ chuyên nghiệp người Ecuador, hiện đang thi đấu cho câu lạc bộ PFC Sochi và đội tuyển quốc gia Ecuador.

## Sự nghiệp câu lạc bộ

### Emelec
Christian khởi nghiệp tại Emelec, một trong những đội bóng hàng đầu của Ecuador. Tại đây, anh ra sân 89 trận và ghi được 8 bàn thắng. Christian đã gây ấn tượng với nhiều người bằng tài năng và kỹ thuật tốt. Trong thời gian thi đấu cho Emelec, anh đã được nhiều câu lạc bộ ở châu Âu để mắt tới.

### Rubin Kazan
Năm 2007, Christian chuyển tới châu Âu chơi cho câu lạc bộ Rubin Kazan của Nga. Anh là một cầu thủ quan trọng của đội vì có khả năng chơi tốt ở hầu hết các vị trí ở hàng tiền vệ. Năm 2008, anh đã giúp Rubin giành được danh hiệu vô địch giải Ngoại hạng Nga đầu tiên trong lịch sử câu lạc bộ. Năm 2009, anh lần đầu tiên được chơi tại UEFA Champions League và giúp đội bóng bảo vệ thành công chức vô địch quốc gia. Vào ngày 29 tháng 9 năm 2010, với tư cách là một đội trưởng, Noboa đã giúp Rubin Kazan có được trận hòa trước FC Barcelona tại một trận đấu ở Champions League, khi ghi bàn mở tỷ số từ chấm 11 mét.

### Dynamo Moscow
Ngày 26 tháng 1 năm 2012, Noboa chuyển sang Dynamo Moscow với giá 8 triệu bảng. Trận đấu đầu tiên của anh cho Dynamo là vào ngày 5 tháng 3, trong trận thua 0–1 trước Anzhi Makhachkala. Anh ra sân 10 trận đấu cho Dynamo trong mùa giải 2012.
Trận đấu đầu tiên của anh tại mùa giải 2012–13 là vào ngày 21 tháng 7, trong trận thua 0–1 trước Volga Nizhny Novgorod. Bàn thắng đầu tiên anh ghi được cho câu lạc bộ là vào ngày 25 tháng 8, trong chiến thắng 3–2 trên sân khách trước Lokomotiv Moscow, sau đó anh đã ăn mừng với nước mắt sau vì lâu rồi mới lại ghi bàn. Bàn thắng tiếp theo đến từ một cú sút xa trong trận thua 1–2 trên sân nhà trước Kuban Krasnodar. Bàn thắng thứ ba của anh trong nửa đầu mùa giải đã giúp Dynamo giành chiến thắng cách biệt 5–1 trước các nhà đương kim vô địch giải đấu CSKA Moskva. Ngày 5 tháng 4, Noboa đã ghi một bàn thắng từ cú đá phạt trực tiếp, trong trận hòa 1–1 trên sân khách trước FK Amkar Perm. Ngày 21 tháng 4, Noboa đã ghi bàn thắng mở tỷ số trong trận hòa 3–3 với Anzhi.
Ngày 3 tháng 8 năm 2013, anh ghi bàn thắng duy nhất giúp Dynamo giành chiến thắng tối thiểu 1–0 trước Terek Grozn và dành bàn thắng cho người đồng đội quá cố Christian Benitez.
Ngày 29 tháng 12 năm 2014, Noboa xác nhận không đàm phán gia hạn hợp đồng với câu lạc bộ và sẵn sàng ra đi. Ngày 31 tháng 12, trang web chính thức của Dynamo Moscow đã gửi lời cảm ơn và chúc may mắn đến Noboa vì những đóng góp của anh cho câu lạc bộ.

### PAOK
Ngày 7 tháng 1 năm 2015, Noboa xác nhận rằng sẽ gia nhập PAOK FC theo bản hợp đồng có thời hạn 2 năm rưỡi. Trong một cuộc phỏng vấn với một đài phát thanh ở Ecuador, Noboa tiết lộ rằng điều khoản mua đứt của anh tại PAOK trị giá khoảng 1,5 triệu euro. Noboa gợi ý rằng anh có thể cân nhắc rời khỏi PAOK nếu một câu lạc bộ Mexico tiếp cận anh.
Ngày 8 tháng 1, anh ra mắt câu lạc bộ mới trong trận thắng 1–0 trên sân nhà trước Platanias, và ghi bàn thắng đầu tiên vào ngày 21 tháng 2 giúp PAOK thắng Veria 3–1.

### Rostov
Ngày 29 tháng 7 năm 2015, Noboa gia nhập Rostov với bản hợp đồng có thời hạn 2 năm. Anh đã ghi bàn ngay trong trận ra mắt gặp FC Amkar Perm vào ngày 28 tháng 8 năm 2015 giúp Rostov thắng 1–0.

### Zenit
Ngày 4 tháng 6 năm 2017, Noboa ký hợp đồng 3 năm với Zenit Saint Petersburg.

### Trở lại Rubin Kazan
Ngày 18 tháng 2 năm 2018, Noboa trở về Rubin theo dạng cho mượn từ Zenit cho đến khi mùa giải 2017–18 kết thúc.

### Sochi
Ngày 5 tháng 8 năm 2019, Noboa chuyển sang chơi cho câu lạc bộ PFC Sochi cùng một số cầu thủ khác của Zenit.

## Sự nghiệp quốc tế

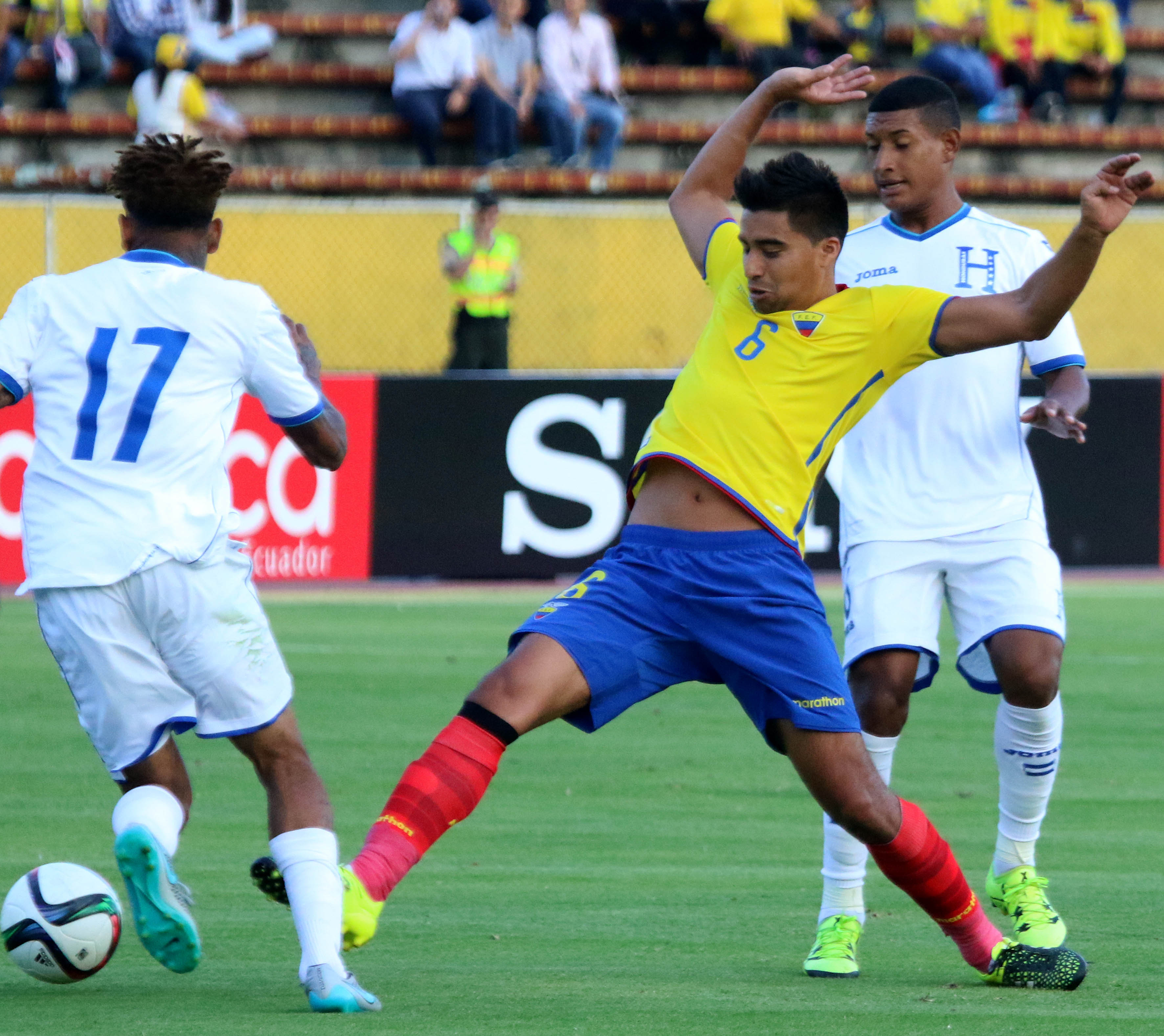
Noboa thi đấu cho Ecuador năm 2015.

Noboa được triệu tập lên đội tuyển quốc gia Ecuador chuẩn bị cho một loạt trận giao hữu không chính thức vào cuối năm 2006 với các đội bóng tỉnh Tây Ban Nha. Việc chuyển Nga chơi bóng khiến huấn luyện Luis Fernando Suárez ít chú ý đến Noboa.
Dưới triều đại của huấn luyện viên Sixto Vizuete, anh đã được chú ý hơn và có trận ra mắt chính thức trước Brasil tại vòng loại World Cup 2010. Trong trận đấu này, Noboa đã ghi một bàn thắng tuyệt đẹp ở phút 89 gỡ hoà cho Ecuador.
Hiện tại, anh thực sự đã trở thành một trong những tiền vệ hay nhất của tuyển quốc gia Ecuador.
| # | Ngày                | Địa điểm                                                | Đối thủ  | Ghi bàn | Tỷ số | Giải đấu                 |
| - | ------------------- | ------------------------------------------------------- | -------- | ------- | ----- | ------------------------ |
| 1 | 28 tháng 3 năm 2009 | Sân vận động Olympic Atahualpa, Quito, Ecuador          | Brasil   | 1–1     | 1–1   | Vòng loại World Cup 2010 |
| 2 | 1 tháng 4 năm 2009  | Sân vận động Olympic Atahualpa, Quito, Ecuador          | Paraguay | 1–0     | 1–1   | Vòng loại World Cup 2010 |
| 3 | 6 tháng 9 năm 2014  | Sân vận động Lockhart, Fort Lauderdale, Florida, Hoa Kỳ | Bolivia  | 1–0     | 4–0   | Giao hữu                 |
| 4 | 12 tháng 6 năm 2016 | Sân vận động MetLife, East Rutherford, Hoa Kỳ           | Haiti    | 3–0     | 4–0   | Copa América Centenario  |

## Đời tư
Noboa đã kết hôn với Olya Romanova, một phụ nữ người Nga. Họ có hai cậu con trai tên là Christopher và Lucas.

## Thống kê sự nghiệp

### Câu lạc bộ
Tính đến 4 tháng 10 năm 2020
| Câu lạc bộ           | Mùa giải            | Giải vô địch | Giải vô địch | Cup  | Cup | Châu lục | Châu lục | Tổng cộng | Tổng cộng |
| Câu lạc bộ           | Mùa giải            | Trận         | Bàn          | Trận | Bàn | Trận     | Bàn      | Trận      | Bàn       |
| -------------------- | ------------------- | ------------ | ------------ | ---- | --- | -------- | -------- | --------- | --------- |
| Emelec               | 2004                | 28           | 3            | —    | —   | 0        | 0        | 28        | 3         |
| Emelec               | 2005                | 28           | 1            | —    | —   | 0        | 0        | 28        | 1         |
| Emelec               | 2006                | 33           | 4            | —    | —   | 0        | 0        | 33        | 4         |
| Emelec               | Tổng cộng           | 89           | 8            | —    | —   | 0        | 0        | 89        | 8         |
| Rubin Kazan          | 2007                | 14           | 1            | 0    | 0   | 0        | 0        | 14        | 1         |
| Rubin Kazan          | 2008                | 21           | 7            | 0    | 0   | 0        | 0        | 21        | 7         |
| Rubin Kazan          | 2009                | 22           | 2            | 2    | 0   | 6        | 0        | 30        | 2         |
| Rubin Kazan          | 2010                | 27           | 8            | 1    | 0   | 10       | 3        | 38        | 11        |
| Rubin Kazan          | 2011–12             | 25           | 5            | 1    | 0   | 12       | 2        | 38        | 7         |
| Rubin Kazan          | Tổng cộng           | 109          | 22           | 7    | 0   | 29       | 5        | 146       | 27        |
| Dynamo Moscow        | 2011–12             | 11           | 0            | 2    | 0   | 0        | 0        | 13        | 0         |
| Dynamo Moscow        | 2012–13             | 27           | 5            | 2    | 0   | 2        | 0        | 31        | 5         |
| Dynamo Moscow        | 2013–14             | 29           | 6            | 0    | 0   | 0        | 0        | 29        | 6         |
| Dynamo Moscow        | 2014–15             | 11           | 1            | 0    | 0   | 8        | 0        | 19        | 1         |
| Dynamo Moscow        | Tổng cộng           | 78           | 12           | 4    | 0   | 10       | 0        | 92        | 12        |
| PAOK                 | 2014–15             | 17           | 2            | 0    | 0   | 0        | 0        | 17        | 2         |
| PAOK                 | Tổng cộng           | 17           | 2            | 0    | 0   | 0        | 0        | 17        | 2         |
| Rostov               | 2015–16             | 24           | 4            | 0    | 0   | 0        | 0        | 24        | 4         |
| Rostov               | 2016–17             | 26           | 2            | 0    | 0   | 14       | 5        | 40        | 7         |
| Rostov               | Tổng cộng           | 50           | 6            | 0    | 0   | 14       | 5        | 64        | 11        |
| Zenit St. Petersburg | 2017–18             | 2            | 0            | 1    | 0   | 6        | 0        | 9         | 0         |
| Zenit St. Petersburg | 2018–19             | 11           | 0            | 0    | 0   | 1        | 1        | 12        | 1         |
| Zenit St. Petersburg | Tổng cộng           | 13           | 0            | 1    | 0   | 7        | 1        | 21        | 1         |
| Rubin Kazan          | 2017–18             | 10           | 2            | 0    | 0   | —        | —        | 10        | 2         |
| Sochi                | 2019–20             | 19           | 4            | 0    | 0   | —        | —        | 19        | 4         |
| Sochi                | 2020–21             | 10           | 7            | 0    | 0   | —        | —        | 10        | 7         |
| Sochi                | Tổng cộng           | 29           | 11           | 0    | 0   | 0        | 0        | 29        | 11        |
| Tổng cộng sự nghiệp  | Tổng cộng sự nghiệp | 392          | 63           | 12   | 0   | 60       | 11       | 469       | 74        |

### Quốc tế
Tính đến ngày 23 tháng 6 năm 2021.
| Đội tuyển quốc gia Ecuador | Đội tuyển quốc gia Ecuador | Đội tuyển quốc gia Ecuador |
| Năm                        | Trận                       | Bàn                        |
| -------------------------- | -------------------------- | -------------------------- |
| 2009                       | 8                          | 2                          |
| 2010                       | 4                          | 0                          |
| 2011                       | 10                         | 0                          |
| 2012                       | 4                          | 0                          |
| 2013                       | 13                         | 0                          |
| 2014                       | 10                         | 1                          |
| 2015                       | 12                         | 0                          |
| 2016                       | 13                         | 1                          |
| 2017                       | 3                          | 0                          |
| 2018                       | 0                          | 0                          |
| 2019                       | 1                          | 0                          |
| 2020                       | 1                          | 0                          |
| 2021                       | 4                          | 0                          |
| Tổng cộng                  | 83                         | 4                          |

## Danh hiệu
Rubin Kazan
- Russian Premier League: 2008, 2009
- Russian Super Cup: 2010

Zenit Saint Petersburg
- Russian Premier League: 2018–19[11][12]